# Evangelische Kirche am La Plata

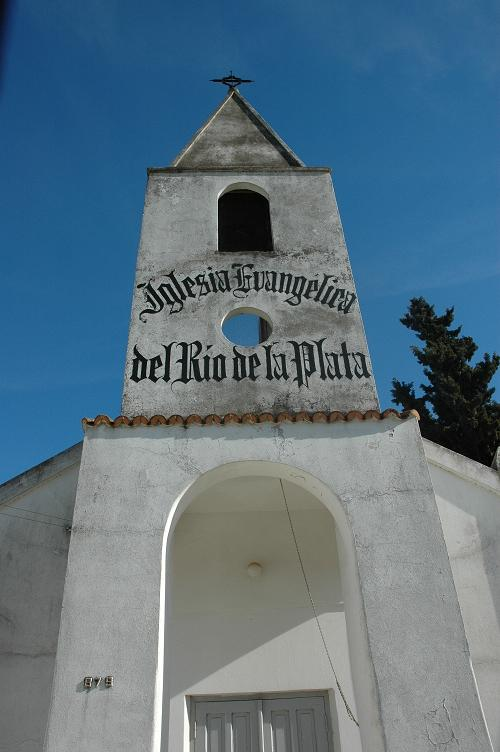
Kirchengebäude der IERP in Basavilbaso, Entre Ríos

Die Evangelische Kirche am La Plata (spanisch: Iglesia Evangélica del Río de la Plata – IERP) ist eine unierte Kirche in den Ländern Argentinien, Uruguay und Paraguay. Sie ist Mitglied im Ökumenischen Rat der Kirchen (ÖRK), der Weltgemeinschaft Reformierter Kirchen (WRK), im Lutherischen Weltbund, dem Lateinamerikanischen Kirchenrat (CLAI) und der Gemeinschaft Evangelischer Kirchen in Europa (GEKE). Ihr Amtssitz ist in Buenos Aires.

## Geschichte
Die Evangelische Kirche am La Plata geht auf deutschsprachige Einwanderer zurück, die in den Ländern am La Plata ihre sprachliche und kirchliche Identität erhalten wollten. 1843 entstand die erste deutschsprachige Kirchengemeinde in Buenos Aires. 1899 schlossen sich die deutschsprachigen Gemeinden in Argentinien sowie in Uruguay (Montevideo) und Paraguay (Asunción) zur Deutschen Evangelischen La Plata Synode zusammen. Weil die Gründung vom Evangelischen Oberkirchenrat in Berlin betrieben war, gehörten die Gemeinden formell zur Evangelischen Landeskirche der älteren Provinzen Preußens (ab 1922: Kirche der Altpreußischen Union). 1934 schloss sich die Synode der Deutschen Evangelischen Kirche an und galt seit 1945 als Tochterkirche der Evangelischen Kirche in Deutschland (EKD).
Erst 1965 erfolgte die Verselbständigung, nachdem man allmählich vom Deutschen zum Spanischen als Hauptsprache übergegangen war. Damit war die Wandlung von der Einwandererkirche zu einer am La Plata verwurzelten Kirche markiert. Zur Ausbildung der Pfarrer und Pfarrerinnen diente seit 1970 das Instituto Universitario ISEDET. Nach dem Putsch 1976 war die Kirche mit ihrem Eintreten für die Menschenrechte eine wichtige Opposition der argentinischen Militärdiktatur. Seit Beginn der „Verschuldungskrise“ der 1990er Jahre engagierte sie sich gegen den wirtschaftspolitischen Neoliberalismus, den IWF und Weltbank dem argentinischen Staat aufzwangen. 2010 schlossen sich die Reformierten Gemeinden in Argentinien (Iglesias Reformadas en Argentina) der IERP an.

## Organisation
Die 42 Gemeinden (mit ca. 250 Predigtstätten) bilden sieben Distrikte. Die alle zwei Jahre tagende Synode ist das höchste Organ der Kirche. Sie wählt eine Kirchenleitung (Junta Directiva), an deren Spitze ein Kirchenpräsident steht (seit 2018: Leonardo Schindler). Sie hat etwa 25.150 Mitglieder.

## Kirchenpräsidenten
- 1965–1968: Friedrich Hoppe
- 1968–1974: Heinz Joachim Held
- 1974–1980: Peter Lienenkämper
- 1980–1998: Rodolfo Reinich
- 1998–2002: Juan Pedro Schaad
- 1998–2002: Federico Schaefer
- 1998–2002: Carlos Duarte
- seit 2018: Leonardo Schindler